# Persone di nome Vjačeslav
| Questa pagina contiene informazioni ricavate automaticamente dalle voci biografiche con l'ausilio del template Bio e di un bot. L'aggiornamento è periodico e automatico e ricostruisce completamente la pagina. Se manca una persona in questa lista, sei pregato di non aggiungerla, ma accertati piuttosto che la sua voce biografica contenga il template Bio e che i dati anagrafici siano correttamente compilati. Se il template Bio manca, inseriscilo tu stesso o, in alternativa, metti l'avviso {{tmp\|Bio}} che ne segnala la mancanza. Se i dati riportati sono sbagliati, correggi direttamente la voce biografica; le modifiche saranno visibili in questa lista entro pochi giorni. Per chiarimenti vedi il progetto antroponimi. La lista contiene solo le 70 persone che sono citate nell'enciclopedia e per le quali è stato implementato correttamente il template Bio. Pagina aggiornata al 16 ott 2024. |

Questa è una lista di persone presenti nell'enciclopedia che hanno il prenome Vjačeslav, suddivise per attività principale.

## Allenatori di calcio(3)
- Vjačeslav Daev, allenatore di calcio e ex calciatore russo (Tula, n. 1972)
- Vjačeslav Kernozenko, allenatore di calcio e ex calciatore ucraino (L'Avana, n. 1976)
- Vjačeslav Solov'ёv, allenatore di calcio e calciatore sovietico (Vešnjaki, n. 1925 - Mosca, † 1996)

## Allenatori di hockey su ghiaccio(2)
- Vjačeslav Kozlov, allenatore di hockey su ghiaccio e ex hockeista su ghiaccio russo (Voskresensk, n. 1972)
- Vjačeslav Uvaev, allenatore di hockey su ghiaccio e ex hockeista su ghiaccio russo (Mosca, n. 1966)

## Allenatori di pallavolo(1)
- Vjačeslav Platonov, allenatore di pallavolo e pallavolista sovietico (Puškin, n. 1939 - San Pietroburgo, † 2005)

## Altisti(1)
- Vjačeslav Voronin, ex altista russo (Vladikavkaz, n. 1974)

## Attori(2)
- Vjačeslav Maksakov, attore e regista sovietico (Mosca, n. 1947 - Mosca, † 2023)
- Vjačeslav Vasil'evič Tichonov, attore russo (Pavlovskij Posad, n. 1928 - Mosca, † 2009)

## Biatleti(1)
- Vjačeslav Kunaev, ex biatleta russo (Leningrado, n. 1976)

## Calciatori(13)
- Vjačeslav Andrejuk, calciatore sovietico (Mosca, n. 1945 - † 2010)
- Vjačeslav Čanov, ex calciatore sovietico (Mosca, n. 1958)
- Vjačeslav Grulëv, calciatore russo (Kemerovo, n. 1999)
- Vjačeslav Ambarcumjan, calciatore sovietico (Mosca, n. 1940 - Mosca, † 2008)
- Vjačeslav Jakimov, calciatore russo (Novokubansk, n. 1998)
- Vjačeslav Karavaev, calciatore russo (Mosca, n. 1995)
- Vjačeslav Krotov, calciatore russo (Astrachan', n. 1993)
- Vjačeslav Litvinov, calciatore russo (Anapa, n. 2001)
- Vjačeslav Malafeev, ex calciatore russo (Leningrado, n. 1979)
- Vjačeslav Maruško, calciatore sovietico (Mosca, n. 1938 - † 1999)
- Vjačeslav Podberëzkin, calciatore russo (Mosca, n. 1992)
- V″jačeslav Šarpar, ex calciatore ucraino (Dnipro, n. 1987)
- Vjačeslav Zinkov, calciatore russo (Petrozavodsk, n. 1993)

## Canottieri(1)
- Vjačeslav Ivanov, canottiere sovietico (Mosca, n. 1938 - † 2024)

## Cestisti(3)
- Vjačeslav Chrynin, cestista sovietico (Mosca, n. 1937 - † 2021)
- Vjačeslav Novikov, ex cestista sovietico (n. 1940)
- Vjačeslav Zajcev, cestista russo (Leningrado, n. 1989)

## Ciclisti su strada(2)
- Vjačeslav Džavanjan, ex ciclista su strada sovietico (Groznyj, n. 1969)
- Vjačeslav Kuznecov, ciclista su strada russo (Togliatti, n. 1989)

## Combinatisti nordici(1)
- Vjačeslav Barkov, combinatista nordico russo (n. 1992)

## Compositori(1)
- Vjačeslav Petrovič Artëmov, compositore russo (Mosca, n. 1940)

## Cosmonauti(1)
- Vjačeslav Dmitrievič Zudov, cosmonauta sovietico (Bor, n. 1942 - † 2024)

## Danzatori(1)
- Vjačeslav Michajlovič Lopatin, danzatore russo (Voronež, n. 1984)

## Dirigenti sportivi(1)
- Vjačeslav Ekimov, dirigente sportivo, ex ciclista su strada e pistard russo (Vyborg, n. 1966)

## Fondisti(1)
- Vjačeslav Vedenin, fondista sovietico (Sloboda, n. 1941 - Mosca, † 2021)

## Giocatori di beach volley(1)
- Vjačeslav Krasil'nikov, giocatore di beach volley russo (Gelendžik, n. 1991)

## Hockeisti su ghiaccio(5)
- Vjačeslav Bucaev, ex hockeista su ghiaccio russo (Togliatti, n. 1970)
- Vjačeslav Bykov, ex hockeista su ghiaccio russo (Čeljabinsk, n. 1960)
- Vjačeslav Fetisov, ex hockeista su ghiaccio, allenatore di hockey su ghiaccio e politico russo (Mosca, n. 1958)
- Vjačeslav Staršinov, ex hockeista su ghiaccio sovietico (Mosca, n. 1940)
- Vjačeslav Vojnov, hockeista su ghiaccio russo (Čeljabinsk, n. 1990)

## Imprenditori(1)
- Vjačeslav Kantor, imprenditore e filantropo russo (Mosca, n. 1953)

## Ingegneri(1)
- Vjačeslav Stepanovič Bražnik, ingegnere sovietico (Atbasar, n. 1957 - Mosca, † 1986)

## Mafiosi(1)
- Vjačeslav Ivan'kov, mafioso russo (Tbilisi, n. 1940 - Mosca, † 2009)

## Marciatori(1)
- Vjačeslav Ivanenko, ex marciatore sovietico (Kemerovo, n. 1961)

## Militari(1)
- Vjačeslav Aleksandrovič Aleksandrov, militare sovietico (Orenburg, n. 1968 - Paktia, † 1988)

## Mimi(1)
- Slava Polunin, mimo russo (Novosil', n. 1950)

## Nobili(1)
- Vjačeslav Konstantinovič Romanov, nobile russo (San Pietroburgo, n. 1862 - San Pietroburgo, † 1879)

## Ostacolisti(1)
- Vjačeslav Skomorochov, ostacolista sovietico (Starobil's'k, n. 1940 - Luhans'k, † 1992)

## Pallanuotisti(3)
- Vjačeslav Kurennoj, pallanuotista sovietico (Mosca, n. 1932 - Mosca, † 1992)
- Vjačeslav Skok, ex pallanuotista sovietico (Ržev, n. 1946)
- Vjačeslav Sobčenko, ex pallanuotista sovietico (Dušanbe, n. 1949)

## Pallavolisti(1)
- Vjačeslav Zajcev, pallavolista e allenatore di pallavolo sovietico (Leningrado, n. 1952 - † 2023)

## Pesisti(1)
- Vjačeslav Lycho, ex pesista russo (Michnevo, n. 1967)

## Poeti(1)
- Vjačeslav Ivanovič Ivanov, poeta, drammaturgo e critico letterario russo (Mosca, n. 1866 - Roma, † 1949)

## Politici(4)
- Vjačeslav Michajlovič Molotov, politico, diplomatico e rivoluzionario sovietico (Kukarka, n. 1890 - Mosca, † 1986)
- Vjačeslav Konstantinovič Pleve, politico russo (Meščovsk, n. 1846 - San Pietroburgo, † 1904)
- Vjačeslav Anatol'evič Štyrov, politico russo (Chandyga, n. 1953)
- Vjačeslav Volodin, politico russo (Alekseevka, n. 1964)

## Pugili(1)
- Vjačeslav Lemešev, pugile sovietico (n. 1952 - Mosca, † 1996)

## Registi(3)
- Vjačeslav Krištofovič, regista sovietico (Kiev, n. 1947)
- Vjačeslav Ross, regista sovietico (Berdsk, n. 1966)
- Vjačeslav Kazimirovič Viskovskij, regista cinematografico russo (Odessa, n. 1881 - Leningrado, † 1933)

## Rivoluzionari(1)
- Vjačeslav Rudol'fovič Menžinskij, rivoluzionario e politico sovietico (San Pietroburgo, n. 1874 - Archangel'skoe, † 1934)

## Scacchisti(1)
- Vjačeslav Vasil'evič Ragozin, scacchista sovietico (San Pietroburgo, n. 1908 - Mosca, † 1962)

## Schermidori(2)
- Vjačeslav Pozdnjakov, schermidore russo (Jaroslavl', n. 1978)
- Vjačeslav Selin, schermidore russo (n. 1981)

## Taekwondoka(1)
- Vjačeslav Minin, taekwondoka russo (n. 1993)

## Tuffatori(1)
- Vjačeslav Strachov, ex tuffatore sovietico (Mosca, n. 1950)

## Senza attività specificata(1)
- Vjačeslav Vladimirovič Samodurov, ex ballerino e coreografo russo (Tallinn, n. 1974)